# Râpa Roșie
Râpa Roșie este o arie protejată (rezervație geologică și floristică) de interes național ce corespunde categoriei a III IUCN (24 ha), cu o suprafață de 10 ha, situată în județul Alba, pe teritoriul administrativ al orașului Sebeș, la circa 4 km nord de acesta.
Rezervația complexă Râpa Roșie cuprinde formațiuni specifice de eroziune și șiroire care dau peisajului un aspect impozant, precum și o floră particulară, cu multe elemente rare și endemice. Are o suprafață de circa 10 ha și este situată în extremitatea sud-vestică a Podișului Secașelor, pe malul drept al Secașului Mare, la circa 4 km de orașul Sebeș. Vizibilă de la mare distanță, Râpa Roșie se întinde pe o lungime de 800 m și are înălțimi ce variază între 50 și 425 m (300 - 425 m altitudine absolută).
Un perete imens, aproape vertical, cu aspectul unei orgi uriașe, lasă impresia unui monument ancestral ruinat. Ciudatele coloane și piramide etajate, separate de ravene, formează un microrelief pe care geografii îl numesc „badlands” (pământuri rele). Termenul, de origine engleză, a fost folosit pentru prima dată în Dakota de Sud (Statele Unite), unde acest relief este bine dezvoltat.
Formațiunea s-a format prin eroziunea produsă de un torent în depozitele sedimentare de vârstă miocen inferioară (după unii geologi, oligocenă) constituite cu precădere din alternanțe de argile roșii cu gresii cenușii și roșii, ce se dezagregă ușor în nisipuri. Apar, de asemenea, intercalații de microconglomerate, care în urma spălării liantului argilos se transformă în pietrișuri și argile, ce se acumulează la baza versantului.
Apele de șiroire au săpat cute adânci, dând naștere unor superbe coloane numite ,„piramide coafate”. La baza versantului, torenții au clădit conuri de dejecție, care își modifică aspectul și dimensiunile în urma ploilor mai abundente. Datorită pantei mari și a lipsei vegetației, apa de șiroire, prăbușirile și alunecările au creat un relief aparte, reprezentat prin turnuri, coloane, obeliscuri, contraforturi și piramide de pământ, care împreună cu culoarea roșie și violacee îi dau un aspect impresionant. 

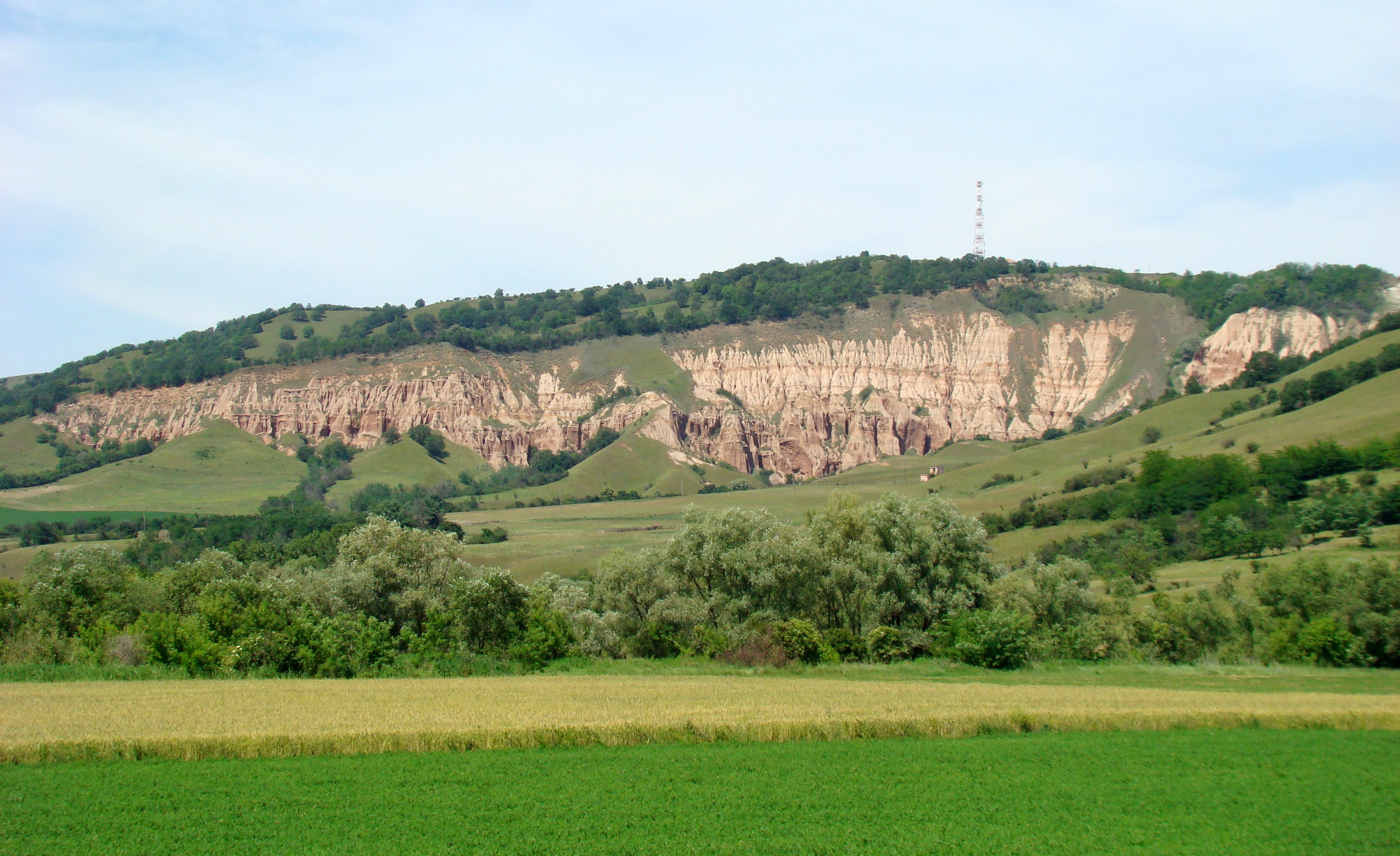
Rezervația naturală „Râpa Roșie” (vedere de ansamblu)

În cuprinsul acestei dantelării de forme, pe brânele înierbate sau în albia torentului s-au păstrat o serie de plante interesante și rare. Astfel, pe terenurile alunecate din est dăinuiește garoafa endemică Dianthus serotinus, var. demissorum, iar în vâlcelele de la poale se găsește un ochi de stepă cu Salvia nutans, Salvia transsilvanica, precum și exemplare rare de stejar pufos (Quercus pubescens). Pe brâne și pe versanții domoli din partea superioară apare specia endemică Onosma heterophyllum cu Agropyron cristatum, rare în Transilvania. Pe tăpșanul și colinele din vest, sub râpă, se păstrează asociația Caricetum humilis – Brachypodium pinnatum transsilvanicum și Staticetosum tataricae cu Centaurea atropurpurea și multe elemente de stepă caldă sudică. Păduricea din fața râpei este o asociație Acereto-Tilietum medio-transsilvanicum și adăpostește feriga mediteraneană Asplenium adiantum-nigrum și arbustul Cotoneaster integerrimus.